# Gironville-sur-Essonne
Gironville-sur-Essonne è un comune francese di 808 abitanti situato nel dipartimento dell'Essonne nella regione dell'Île-de-France.

## Altri progetti

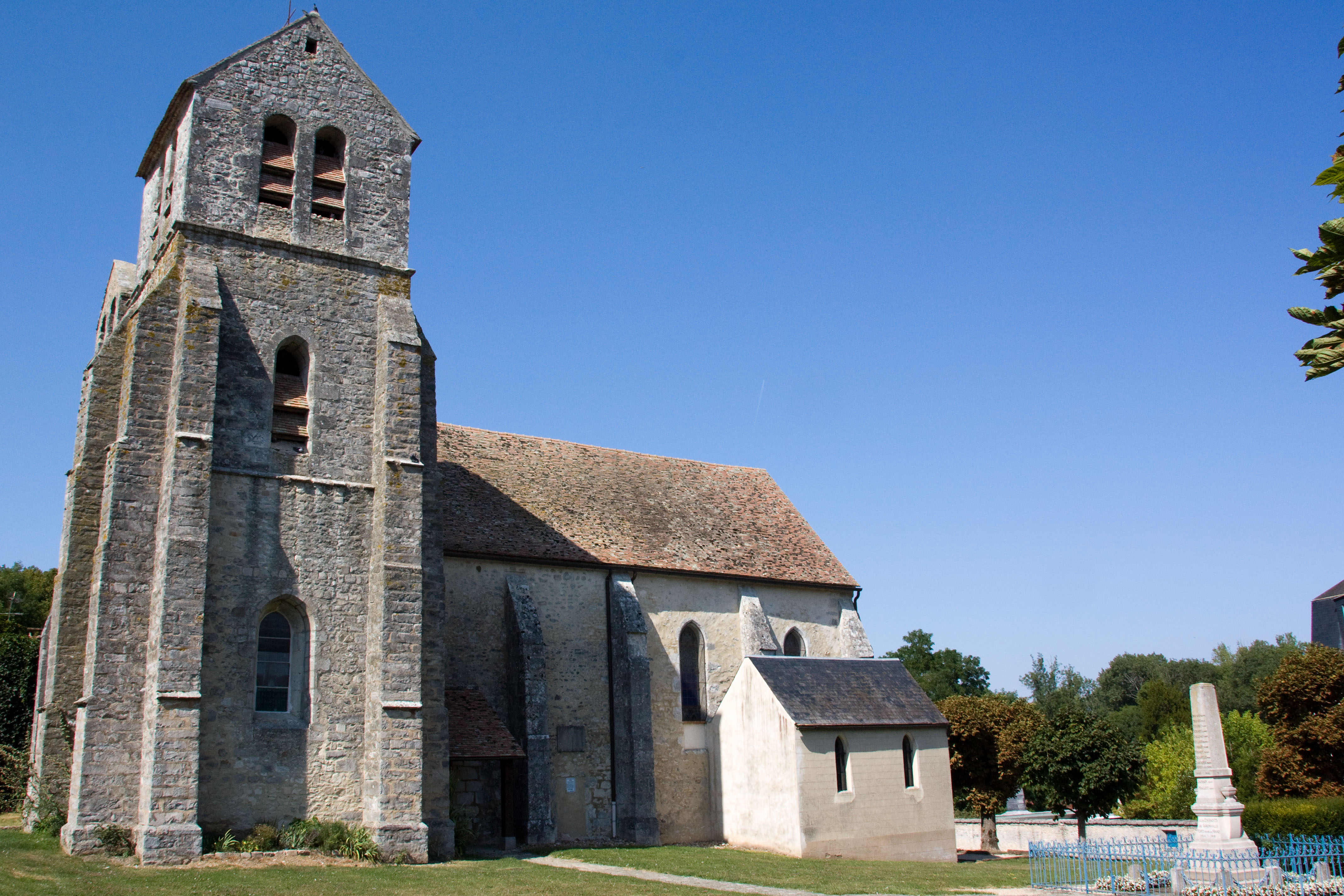
La chiesa di san Pietro

## Società

### Evoluzione demografica
Abitanti censiti